# 南陽諸葛氏
南陽諸葛氏（ナミャンジェガルし、朝鮮語: 남양제갈씨）は、朝鮮の氏族の一つ。本貫は中華人民共和国河南省南陽市である。2015年の調査では、4,506人である。
諸葛氏は中国河南省に起源を持つ。
南陽諸葛氏の始祖は、中国後漢末期に泰山郡丞を務めた諸葛珪である。諸葛珪の5代子孫の諸葛忠は魏の支配を嫌い、新羅第13代王味鄒尼師今時代に新羅に亡命し、南陽諸葛氏の中始祖となった。